# 黃金城 (學者)
黃金城（1954年—），臺灣動物疫病學者暨政治人物，曾任行政院農業委員會副主任委員、中央畜產會董事長、農委會家畜衛生試驗所所長。

## 生平
黃金城在2009年4月出任農委會家畜衛生試驗所第19任所長，及後於2012年先後任職農委會技監、屏東農業生物技術園區籌備處主任。2016年，時任農委會副主委沙志一調任行政院擔任顧問一職，協助臺日海洋事務合作對話機制啟動，其懸缺由黃金城替補。2019年2月25日，行政院公布提名黃金城由常任副主委轉任政務副主委，函送立法院審查。